# 1495.
◄ | 14. stoljeće | 15. stoljeće | 16. stoljeće | ►
◄ | 1460-ih | 1470-ih | 1480-ih | 1490-ih | 1500-ih | 1510-ih | 1520-ih | ►
◄◄ | ◄ | 1492. | 1493. | 1494. | 1495. | 1496. | 1497. | 1498. | ► | ►►
Arhitektura • Astronomija • Glazba • Knjige • Književnost • Kršćanstvo • Medicina • Pravo • Promet • Slikarstvo • Znanost

## Događaji
- Leonardo da Vinci započinje s radom na jednom od najpoznatijih djela visoke renesanse – Posljednja večera

## Vanjske poveznice
|  | Zajednički poslužitelj ima još gradiva o temi 1495. |